# Гудкова, Наталья Александровна
Ната́лья Алекса́ндровна Гудко́ва (род. 23 октября 1977, Москва, РСФСР, СССР) — российская актриса театра и кино.

## Биография
Наталья Александровна Гудкова родилась 23 октября 1977 года в Москве (по словам актрисы, схватки у её мамы-москвички, Галины Николаевны, начались во время поездки в поезде; Галину Николаевну высадили по дороге — в Горьком, где и появились на свет Наталья и её брат - близнец Иван).
В 1994 году Наталья вместе с братом Иваном окончила Московскую международную киношколу, где они учились на художника-мультипликатора. После этого Наталья собиралась поступать в Московскую текстильную академию, но в итоге остановила свой выбор на Школе-студии МХАТ.
Школу-студию Наталья Гудкова окончила в 2000 году (курс Е. Лазарева, Д. Брусникина). С 2007 года играет роль Дженифер Малон в антрепризном спектакле «Он, она и Дженни» по пьесе Нила Саймона.
По словам актрисы, известность к ней пришла после роли Виктории Колобковой в 6—8 сезонах телесериала «Солдаты», на которую её пригласил режиссёр сериала Сергей Арланов.
Наталья вспоминает, что во время съёмок она нередко сталкивалась с различного рода неожиданностями. Так, на одном из проектов на неё рухнул бы осветительный прибор, если бы не молниеносная реакция сидевшего рядом Марата Башарова, который резко наклонил голову актрисы и тем самым спас её от серьёзной травмы. Во время съёмок серии «Побег» в телесериале «Адвокат» девушка-каскадёр не явилась на съёмку, и Наталье пришлось самой несколько раз прыгать со 2-го этажа.

## Личная жизнь
В 2000 году Наталья вышла замуж за однокурсника Дениса Манохина и в том же году родила от него сына Николая, но в 2005 году она и Денис расстались. В 2010 году родила второго сына Владимира. Имя отца второго ребёнка актриса скрывает, отец не участвует в воспитании сына .

## Фильмография
| Год       |   | Название                              | Роль                           |
| --------- | - | ------------------------------------- | ------------------------------ |
| 2003      | с | Адвокат                               | Юлия Дубинская                 |
| 2004      | ф | Водитель для Веры                     | Анжела                         |
| 2004      | ф | Кавалеры морской звезды               | Инна                           |
| 2004      | ф | Кожа саламандры                       | Елена                          |
| 2004      | с | Слепой                                | Зоя                            |
| 2004      | ф | Человек, который молчал               | Имя персонажа не указано       |
| 2004      | с | Моя прекрасная няня                   | Маргарита Михайловна Матусевич |
| 2005      | с | Атаман                                | Вера                           |
| 2005      | ф | Попса                                 | любовница друга Ларисы         |
| 2005      | с | Призвание                             | Галина Крайнова                |
| 2005      | с | Свой человек                          | Элеонора                       |
| 2005      | с | Убойная сила-6                        | Валя                           |
| 2005      | с | Фирменная история                     | Наталья Юрьевна                |
| 2006      | с | Мой генерал                           | Галина                         |
| 2006      | с | Солдаты 6                             | Виктория Колобкова             |
| 2006      | с | Солдаты 7                             | Виктория Колобкова             |
| 2006      | с | Солдаты 8                             | Виктория Колобкова             |
| 2006      | с | Проклятый рай                         | Света                          |
| 2007      | ф | Я остаюсь                             | жена Инструктора               |
| 2007      | ф | Доярка из Хацапетовки                 | Анна Петровна                  |
| 2007      | с | Колобков. Настоящий полковник!        | Виктория Ковалёва (Колобкова)  |
| 2007      | ф | Кризис Веры                           | Зоя                            |
| 2007      | с | На пути к сердцу                      | Вербецкая                      |
| 2007      | с | Служба доверия                        | Ольга Демич                    |
| 2007      | ф | Солдаты. Новый год, твою дивизию!     | Вика                           |
| 2007      | ф | Старики — полковники                  | Следователь Елена Решетникова  |
| 2007—2008 | с | Атлантида                             | Наталья Андреева               |
| 2008      | с | Цыганочка с выходом                   | Ольга                          |
| 2009      | с | Дом на Озёрной                        | Мария Тетерина                 |
| 2009      | с | Доярка из Хацапетовки 2: Вызов судьбе | Анна Петровна                  |
| 2009      | ф | Право на помилование                  | Олеся Ивановна Гербер          |
| 2010      | с | Гадание при свечах                    | Наталья                        |
| 2010      | с | Женские мечты о дальних странах       | Тома                           |
| 2011      | с | Группа счастья                        | Полина                         |
| 2011      | с | Доярка из Хацапетовки 3               | Анна Петровна                  |
| 2012      | с | Дельта                                | жена Бурова                    |
| 2012      | ф | Не уходи                              | Людмила Лебедева               |
| 2012      | ф | Поздняя любовь                        | Таня                           |
| 2013      | ф | Водоворот чужих желаний               | Эмма                           |
| 2013      | с | Карпов 2                              | Вера                           |
| 2013      | ф | Мамина любовь                         | Жанна                          |
| 2013      | с | Станица                               | Зинаида                        |
| 2014      | с | Карпов 3                              | Вера                           |
| 2017      | с | Мата Хари                             | Мишель Рива                    |